# 유고슬라비아 왕국
유고슬라비아 왕국은 1918년부터 1941년까지 존재했던 동남유럽 및 중앙유럽의 국가였다. 1918년부터 1929년까지는 공식적으로는 세르브인 크로아트인 슬로벤인 왕국이라고 불렸지만, 그 기원으로 인하여 구어로는 "유고슬라비아"(lit. '남슬라브족의 땅')라고 불렸다. 1929년 10월 3일, 알렉산다르 1세 국왕은 국가의 공식 명칭을 "유고슬라비아 왕국"으로 변경하였다.
예비 왕국은 1918년 슬로벤인 크로아트인 세르브인국(구 오스트리아-헝가리의 영토에 형성되었으며, 오늘날의 보스니아 헤르체고비나와 오늘날의 크로아티아와 슬로베니아의 대부분을 포함함)과 바나트 바치카 바라냐(오스트리아-헝가리 내 헝가리 왕국의 일부였음)가 독립국이었던 세르비아 왕국과 합병하면서 형성되었다. 같은 해 몬테네그로 왕국도 세르비아와의 통일을 선언하였고, 코소보와 바르다르 마케도니아 지역은 통일 이전에 세르비아의 일부가 되었다.
이 국가는 1903년(5월 쿠데타 이후)부터 페타르 1세에 의해 세르비아 왕국을 통치하였던 카라조르제비치 왕조가 통치하였다. 페타르 1세는 1921년 사망할 때까지 유고슬라비아의 초대 국왕이 되었다. 그의 뒤를 이어 아버지의 섭정을 맡았던 아들 알렉산다르 1세가 왕위에 올랐다. 그는 "통일왕 알렉산다르"로 알려졌으며, 1929년에 왕국의 이름을 "유고슬라비아"로 바꾸었다. 그는 1934년 프랑스를 방문하던 중 마르세유에서 내부 마케도니아 혁명 기구(IMRO)의 일원인 블라도 체르노젬스키에 의해 암살당했다. 왕위는 그의 11살 아들 페타르에게 물려졌다. 알렉산다르의 사촌 파블레는 1941년 페타르 2세가 성인이 될 때까지 섭정 왕자로서 국가를 통치하였다. 왕실은 추축국의 침공을 받던 해에 런던으로 망명하였다.
1941년 4월, 이 나라는 추축국에 의해 점령되고 분할되었다. 영국과 이후에는 모든 연합국이 인정한 왕립 망명정부가 런던에 수립되었다. 1944년, 윈스턴 처칠 영국 총리의 압박에 따라 국왕은 민주연방 유고슬라비아 정부를 합법적인 정부로 인정하였다. 이 정부는 이반 슈바시치(왕국을 대표하여)와 요시프 브로즈 티토(유고슬라비아 파르티잔을 대표하여)가 비스 조약에 서명한 후인 11월 2일에 수립되었다.

## 형성

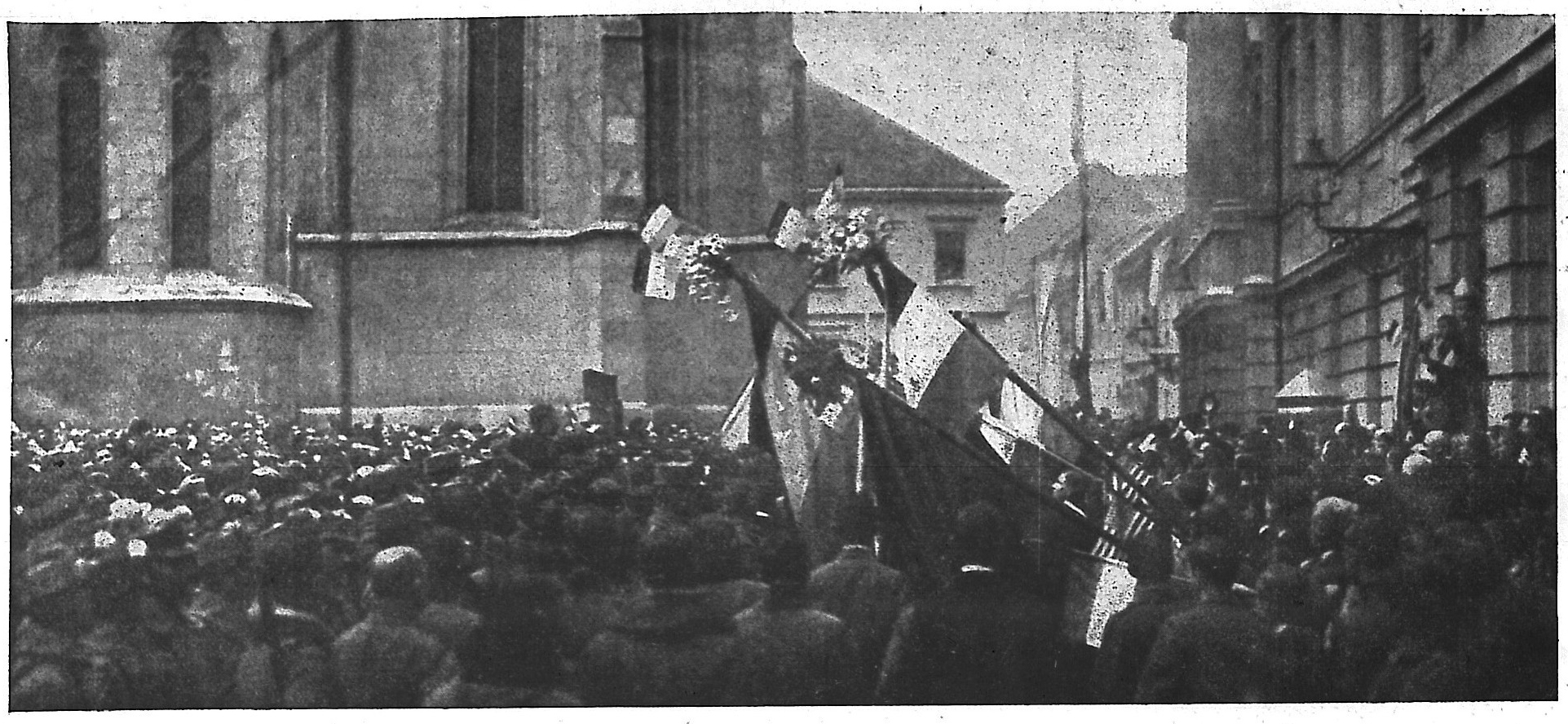
1918년 10월, 슬로벤인 크로아트인 세르브인국 민족 평의회 결성 당시 자그레브에서 열린 기념 행사

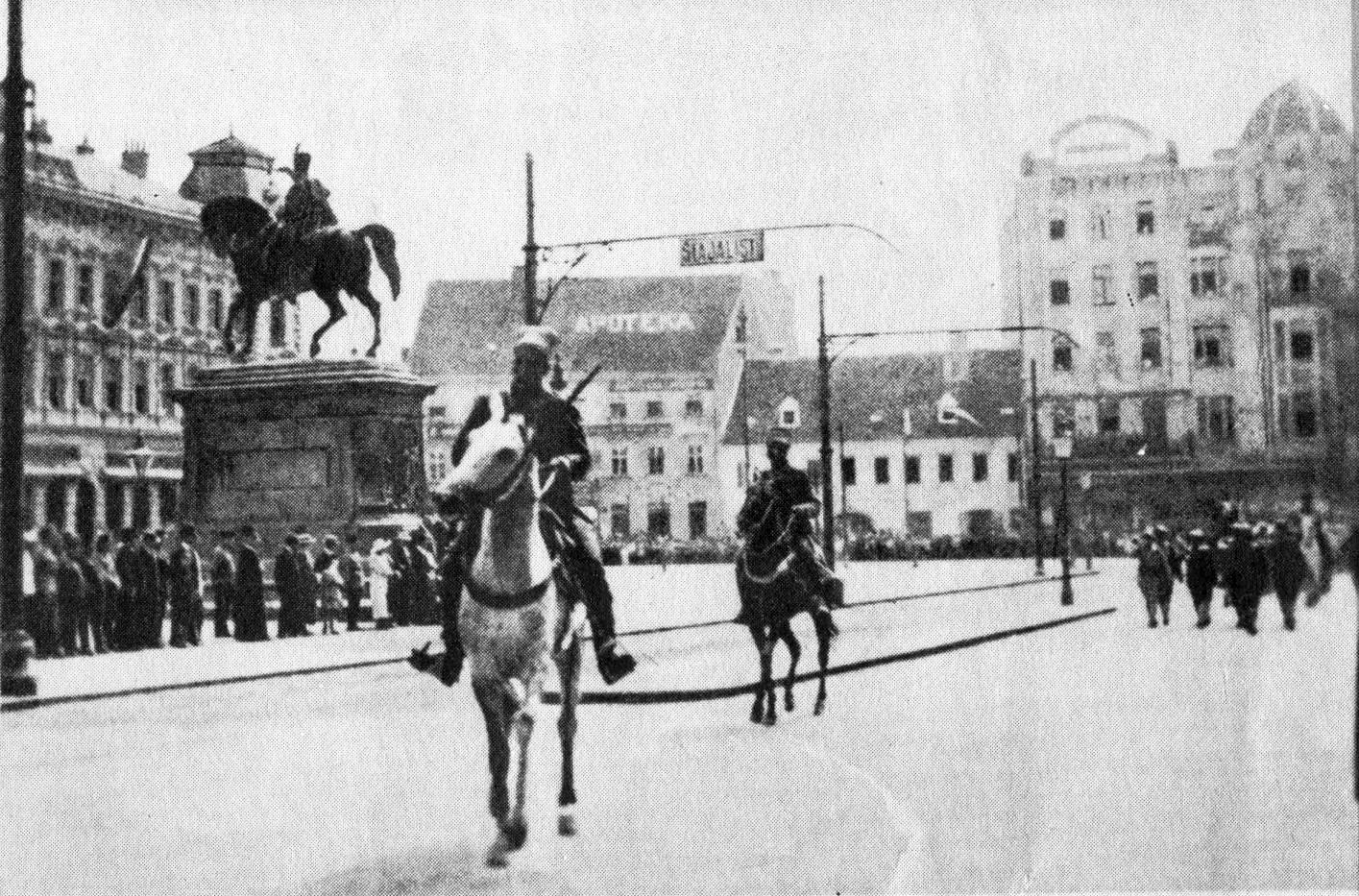
1918년, 자그레브 반 옐라치치 광장의 세르비아 육군

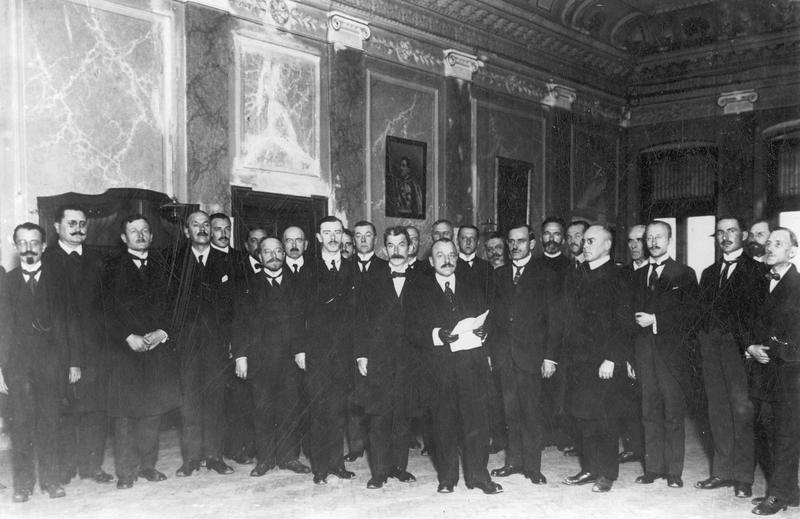
1918년 12월 1일, 안테 파벨리치가 이끄는 슬로벤인 크로아트인 세르브인국 민족 평의회 대표단이 알렉산다르 섭정 왕자 앞에서 연설문을 낭독하는 모습

오스트리아의 프란츠 페르디난트 대공이 세르비아계 보스니아인인 가브릴로 프린치프에 의해 암살당하고 제1차 세계대전이 발발한 후, 세르비아는 1915년 10월 6일 불가리아, 오스트리아, 독일 동맹군의 침공을 받아 점령당했다. 이로 인해 남슬라브 민족주의가 확대되었고, 슬라브 민족주의자들은 독립을 주장하며 오스트리아-헝가리의 남슬라브족과 세르비아, 몬테네그로를 슬로벤인 크로아트인 세르브인국으로 통합할 것을 촉구하였다.
크로아티아계 달마티아인 정치인 안테 트룸비치는 전쟁 중 남슬라브족의 저명한 지도자가 되었고, 독립 유고슬라비아 수립을 지원하기 위해 연합국에 로비를 벌였던 유고슬라비아 위원회를 이끌었다. 트룸비치는 통일된 유고슬라비아 국가보다는 확대된 세르비아를 선호했던 니콜라 파시치 세르비아 총리의 적대적인 태도에 직면하였다. 그러나 파시치와 트룸비치는 1917년 7월 20일 코르푸 선언의 타협안에 동의하였다. 이 타협안에는 세르비아의 카라조르제비치 왕조의 주도 하에 세르브인 크로아트인 슬로벤인 연합국을 수립한다는 내용이 포함되었다.
1916년 유고슬라비아 위원회는 세르비아 망명정부와의 협상을 시작하여 유고슬라비아 왕국의 수립을 결정하고, 1917년 코르푸 공동 선언을 발표하였다. 회의는 코르푸 시립 극장에서 열렸다.
1918년 11월, 슬로벤인 크로아트인 세르브인국 민족 평의회는 세르비아와 몬테네그로 왕국 정부 대표들과 새로운 유고슬라비아 국가 수립에 관한 협상을 시작하기 위해 28명의 위원을 임명했으며, 대표단은 알렉산다르 카라조르제비치 섭정 왕자와 직접 협상을 벌였다. 협상은 안테 파벨리치가 이끄는 슬로벤인 크로아트인 세르브인국 민족 평의회 대표단이 아버지인 페타르 1세 국왕을 대신하여 알렉산다르 섭정 왕자 앞에서 연설문을 낭독하는 것으로 끝이 났고, 이를 통해 왕국이 수립되었다.
새로운 유고슬라비아 국가의 이름은 세르브인 크로아트인 슬로벤인 왕국(세르보크로아트어: Kraljevina Srba, Hrvata i Slovenaca / Краљевина Срба, Хрвата и Словенаца, 슬로베니아어: Kraljevina Srbov, Hrvatov in Slovencev) 또는 그 약칭인 SCS 왕국(Kraljevina SHS / Краљевина СХС)로 불렸다.
새로운 왕국은 이전에 독립했던 세르비아 왕국, 몬테네그로 왕국(몬테네그로는 전월 세르비아에 흡수됨)과 이전에 오스트리아-헝가리, 슬로벤인 크로아트인 세르브인국에 속했던 상당 부분의 영토로 구성되었다. 새로운 왕국을 형성한 주요 국가는 슬로벤인 크로아트인 세르브인국, 보이보디나, 그리고 몬테네그로 왕국이 포함된 세르비아 왕국이었다.
국가의 수립은 범슬라브주의자와 유고슬라비아 민족주의자의 지지를 받았다. 범슬라브 운동을 위해 모든 남슬라브 사람(유고슬라브인)이 통일 국가로 단결하였다. 또한, 오스트리아-헝가리 제국을 해체하고자 했던 연합국 역시 수립을 지원하였다.
새로 건국된 세르브인 크로아트인 슬로벤인 왕국은 트룸비치를 대표로 파리 강화 회의에 참여하였다. 연합국은 상당한 영토적 이득을 약속하며 이탈리아를 전쟁에 끌어들였고, 그 대가로 슬로베니아계 영토의 4분의 1을 할양받았다. 하지만 슬로베니아계 영토의 나머지 4분의 3은 세르브인 크로아트인 슬로벤인 왕국에 존속하였기에, 트룸비치는 구 오스트리아-헝가리에 거주하는 대부분의 슬라브족을 새로운 세르브인 크로아트인 슬로벤인 왕국의 국경에 포함시키는 데에 성공하였다. 그럼에도 불구하고, 라팔로 조약으로 인해 이탈리아의 파시스트 정권이 몰락할 때까지 대부분이 슬로베니아인이던 50만 여명의 남슬라브족이 강제로 이탈리아화되었다. 베니토 무솔리니가 리예카 독립국을 이탈리아에 합병하기 위해 라팔로의 국경을 수정하려던 당시, 포스토이나와 이드리야의 국경을 바로잡으려던 파시치의 시도는 이탈리아와 "좋은 관계"를 선호하던 알렉산다르 섭정 왕자에 의해 무산되었다.

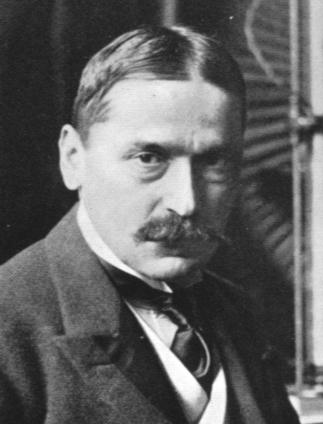
미하일로 푸핀, 세르비아의 물리학자이자 물리화학자. 그는 왕국의 국경이 획정될 당시 파리 강화 회의의 최종 결정에 영향을 미쳤다.

유고슬라비아 왕국은 북서쪽으로는 라팔로 국경을 경계로 이탈리아와 오스트리아, 북쪽으로는 헝가리와 루마니아, 동쪽으로는 불가리아, 남쪽으로는 그리스와 알바니아, 서쪽으로는 아드리아해와 접하고 있었다. 거의 즉시, 대부분의 이웃 국가들과 분쟁이 일어났다. 슬로베니아는 400년 동안 오스트리아의 중요한 일부였기 때문에, 어느 나라인지 판단하기 어려웠다. 보이보디나 지역은 헝가리와, 마케도니아는 불가리아와, 리예카는 이탈리아와 분쟁이 있었다.
오스트리아에 남기로 결정한 케른텐 지방에서도 국민투표가 실시되었다. 이 지역에서는 오스트리아인이 과반수를 차지하였고, 일부 슬로베니아인은 케른텐이 오스트리아의 일부가 되어야 한다고 투표하였다. 달마티아의 항구 도시인 자다르와 달마티아의 몇몇 섬은 이탈리아에 양도되었다. 리예카시는 피우메 자유국으로 선포되었지만 곧 이탈리아에 점령되었고, 1924년에 합병되었다. 이탈리아는 제1차 세계 대전 당시 달마티아 해안을 약속받았고, 유고슬라비아는 오스트리아 연안 지대의 일부로, 이탈리아에 합병되었지만 크로아티아인과 슬로베니아인이 상당수 거주하던 이스트라를 차지하겠다고 주장하였다.
1921년 비도브단 헌법이 제정되면서 유고슬라비아의 여러 민족 간의 긴장이 고조되었다. 트룸비치는 1921년 헌법에 반대했으며, 시간이 지남에 따라 유고슬라비아 내 세르비아의 패권을 옹호하는 중앙집권화된 유고슬라비아 정부에 대해 점점 더 적대감을 품게 되었다.

## 경제

### 농업

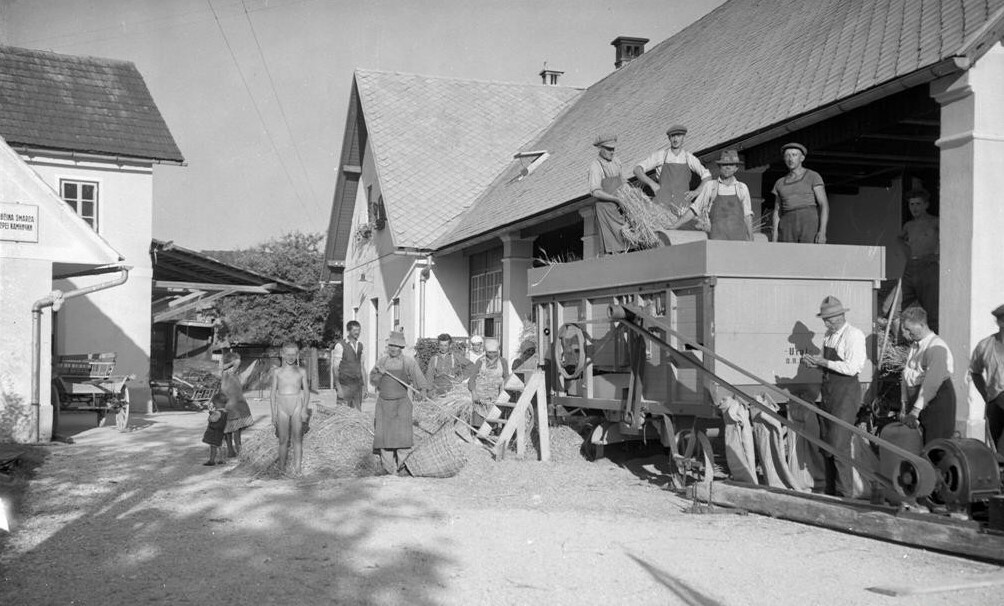
밀을 타작하는 슬로베니아 농부들 (1930년대)

유고슬라비아 노동력의 4분의 3은 농업에 종사하였다. 몇몇 상업 농부도 있었지만, 대부분은 생계형 농민이었다. 남부의 사람들은 특히 가난했는데, 언덕이 많고 척박한 지역에 살고 있었다. 북부를 제외하면 대규모 영지는 없었으며, 그 영지는 모두 외국인이 소유하고 있었다. 실제로 1919년 새로운 유고슬라비아 국가가 취한 첫 번째 조치 중 하나는 영지를 해체하고 외국인, 특히 헝가리인 지주를 처분하는 것이었다. 농촌 인구의 거의 40%가 잉여 인구(현재 생산 수준을 유지하는 데 필요하지 않은 과잉 인구)였으며, 따뜻한 기후에도 불구하고 유고슬라비아는 비교적 건조하였다. 내부 통신망은 원활하지 않았고 제1차 세계 대전으로 인한 피해는 광범위했으며, 몇 가지 예외를 제외하면 농업에는 기계나 기타 근대 농업 기술이 전혀 없었다.

### 제조업
제조업은 베오그라드와 다른 주요 인구 중심지에만 국한되어 있었으며, 내수 시장만을 위해 생산되는 비교적 원시적인 소규모 시설로 구성되어 있었다. 유고슬라비아는 해운 산업을 운영할 자본이나 기술 지식이 부족했기 때문에, 아드리아 항구의 상업적 잠재력은 낭비되었다. 한편, 광업은 광물 자원이 풍부하여 잘 발달되어 있었지만, 주로 외국인이 소유하고 운영했기 때문에 대부분의 생산량이 수출되었다. 유고슬라비아는 불가리아와 알바니아에 이어 동유럽에서 세 번째로 산업화가 덜 이루어진 나라였다.

### 부채

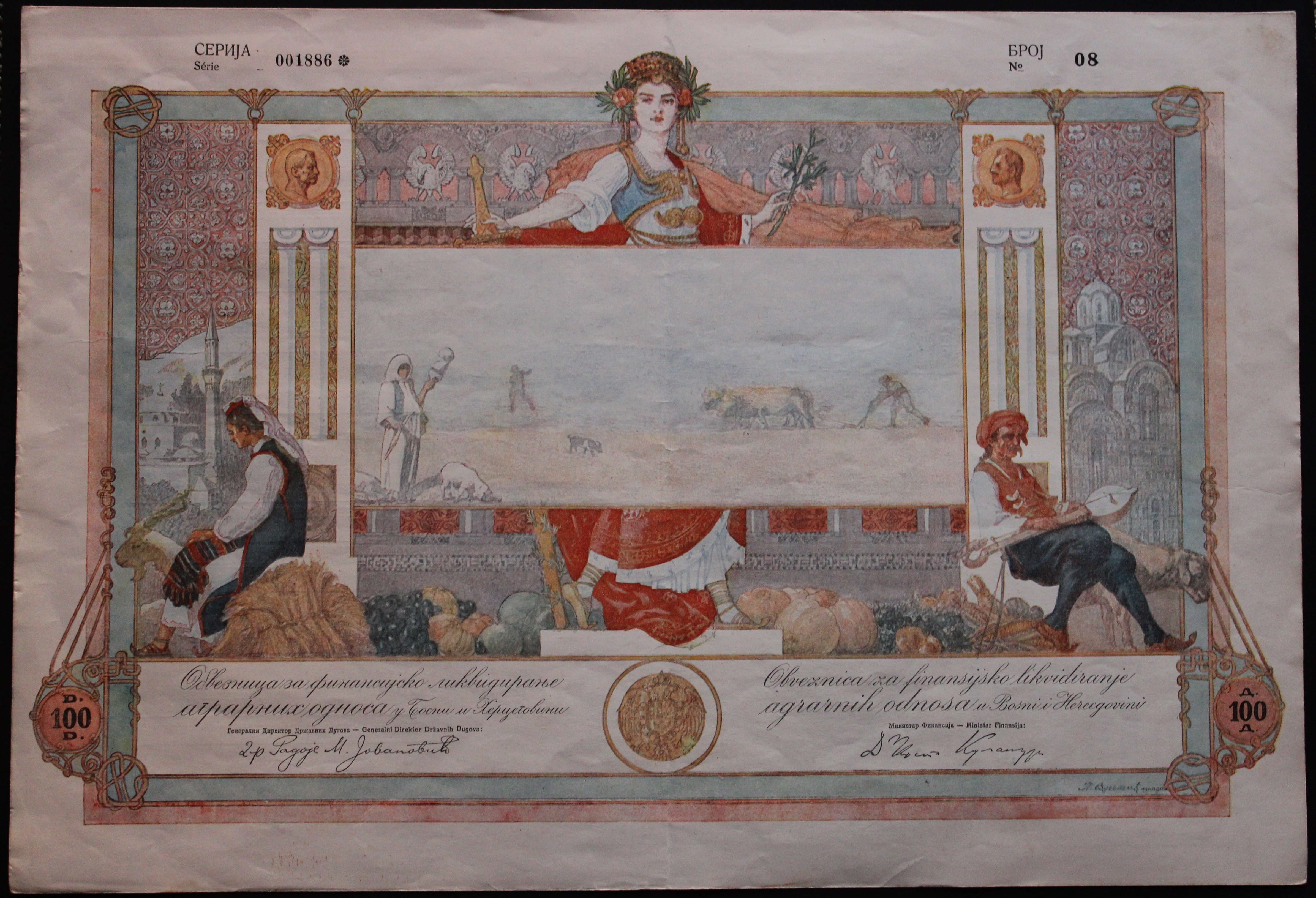
보스니아 헤르체고비나의 농업 부채 청산을 위한 세르브인 크로아트인 슬로벤인 왕국 채권, 1921년 6월 18일 발행

유고슬라비아는 1920년대에 서방으로부터 거액을 빌렸다는 점에서 동유럽 국가들의 전형적인 모습을 보였다. 1929년 대공황이 시작되자 서방의 채권자들은 갚을 수 없는 빚을 갚으라고 요구하였다. 자금의 일부는 뇌물로 사라졌지만, 대부분은 농부들의 생산을 늘리고 수출 잠재력을 개선하는 데 사용되었다. 그러나 농산물 수출 수익이 변동성이 큰 세계 시장 가격에 크게 의존했기 때문에 농산물 수출 전망은 항상 불안정하였다. 대공황으로 인해 세계적 수요가 크게 위축되고, 전 세계 국가가 무역 장벽을 세우기 시작하였다. 이에 수출 중심의 농가는 상황이 더욱 악화되었고, 곡물 시장은 붕괴되었다. 이탈리아는 제1차 세계 대전 직후부터 유고슬라비아의 주요 무역 상대국이었으나, 1922년 베니토 무솔리니가 집권하면서 관계가 틀어졌다. 1930년대의 암울한 경제 상황 속에서 유고슬라비아는 이웃 국가들의 선례를 따라 나치 독일의 종속국이 되었다.

### 교육
유고슬라비아는 의무적인 공교육 정책을 시행했지만, 시골의 많은 농민들은 이를 받을 수 없었다. 공식 문해율은 50%에 달했지만, 전국적으로 문해율은 큰 차이를 보였다. 슬로베니아인의 10% 미만만이 문맹이었지만, 마케도니아인과 보스니아인의 80% 이상은 글을 읽거나 쓰지 못했다. 초등학생 중 약 10%가 베오그라드, 류블랴나, 자그레브에 있는 세 개의 대학 중 한 곳에서 고등 교육을 받았다.

## 정치사

### 초기 정치

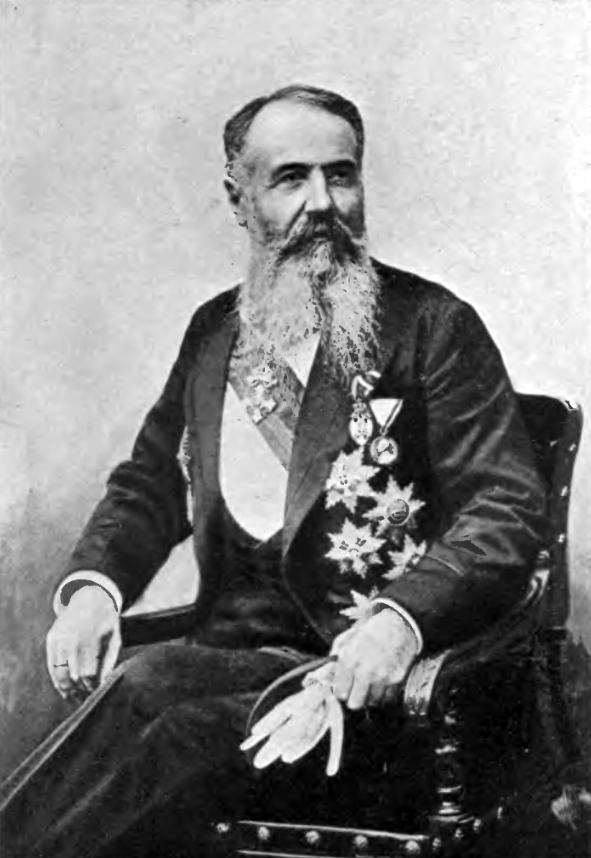
1918년부터 1926년까지, 니콜라 파시치는 유고슬라비아 총리직을 세 번이나 역임하였다.

12월 1일 왕국의 선포 직후, 슬로벤인 크로아트인 세르브인 민족 평의회와 세르비아 정부 간의 협상을 통해 니콜라 파시치가 이끄는 새 정부에 대한 합의가 이루어졌다. 그러나 이 합의는 알렉산다르 카라조르제비치 섭정 왕자에 의해 거부되었고, 이로 인해 새로운 국가의 첫 번째 정부 위기가 발생하였다. 많은 사람들은 이러한 거부를 의회 원칙 위반으로 여겼지만, 섭정 왕자가 파시치를 급진당의 주요 구성원인 스토얀 프로티치로 교체할 것을 제안하면서 문제는 해결되었다. 민족 평의회와 세르비아 정부는 합의하였고, 1918년 12월 20일에 새로운 정부가 출범하였다.
제헌 의회가 선출되기 전인 이 기간 동안, 국가가 수립되기 전부터 존재했던 다양한 선출 기관의 대표자들로 구성된 임시 대표부가 의회의 역할을 하였다. 세르비아 야당의 여러 구성원과 구 오스트리아-헝가리의 정당을 결합한 정당 재편으로 임시 대표부와 정부를 장악한 민주당이라는 새로운 정당이 탄생하였다.
류보미르 다비도비치가 이끄는 민주당이 고도로 중앙집권적인 의제를 추진하자 많은 크로아티아인 대표들이 반대 의사를 표명하였다. 그러나 급진파들은 민주당에 11인 중 겨우 3명의 장관만 있다는 사실에 불만을 품었고, 1919년 8월 16일 프로티치는 사직서를 제출하였다. 그 후 다비도비치는 사회민주당과 연립정부를 구성하였다. 이 정부는 과반수를 차지했지만, 임시 대표부의 정족수는 과반에 1표를 더한 표였다. 그러자 야당은 의회 보이콧을 시작하였다. 정부는 지지자들이 모두 참석할 것이라고 장담할 수 없었기 때문에, 정족수 충족을 위한 의회 회의를 여는 것은 불가능하였다. 다비도비치는 곧 사임했지만, 다른 누구도 정부를 구성할 수 없었기 때문에 그는 다시 총리가 되었다. 야당이 계속해서 보이콧하자 정부는 법령으로 통치하는 것 외에는 대안이 없다고 판단하였다. 이에 야당은 스스로를 의회 공동체라 부르며 정부를 비난하였다. 다비도비치는 상황이 지속될 수 없다는 것을 깨닫고 국왕에게 제헌 의회를 위한 즉각적인 선거를 실시해 달라고 요청하였다. 국왕이 이를 거부하자, 그는 사임하는 것 외에는 다른 대안이 없다고 느꼈다.
의회 공동체는 스토얀 프로티치가 이끄는 정부를 구성하여 의회 규범을 회복하고 이전 정부의 중앙집권화를 완화하는 데 전념하였다. 이전 정부의 급진적인 토지 개혁 프로그램의 반대파도 하나로 단결하였다. 몇몇 소규모 집단과 개개인들이 편을 바꾸면서, 프로티치는 이제 약간의 과반수를 차지하게 되었다. 그러나 민주당과 사회민주당은 의회를 보이콧했고, 프로티치는 정족수를 확보하지 못했다. 따라서 정부를 구성한 의회 공동체는 법령에 따라 통치할 수밖에 없었다.
이처럼 의회 공동체가 그들이 형성한 기본 원칙을 위반했다는 사실은 그들을 매우 어려운 입장에 빠뜨렸다. 1920년 4월, 광범위한 노동자 소요와 철도 파업이 일어났다. 글리고리예비치에 따르면, 이로 인해 두 주요 정당은 불화를 해결해야 한다는 압박을 받았다고 한다. 성공적인 협상 끝에 프로티치는 사임하고 중립적 인물인 밀렌코 베스니치가 이끄는 새 정부가 만들어졌다. 사회민주당은 새 정부가 약속한 반공주의 조치에 반대하여 옛 동맹인 민주당을 따라 정부에 들어가지 않았다.
앞서 양측을 분열시켰던 논란은 여전히 생생한 이슈였다. 민주당은 중앙집권화라는 의제를 계속 추진하는 한편, 급진적인 토지 개혁의 필요성을 주장하였다. 선거법에 대한 이견으로 민주당은 결국 의회에서 정부에 반대표를 던졌고, 정부는 패배하였다. 이 회의는 정족수에 미달했지만, 베스니치는 이를 사임의 구실로 삼았다. 그의 사임은 의도한 대로 이루어졌다. 급진당은 중앙집권화의 필요성을 수용하는 데 동의하였고, 민주당은 토지 개혁에 대한 주장을 철회하는 데 동의하였다. 베스니치는 다시 새 정부를 이끌었다. 그러나 크로아티아인 공동체와 슬로베니아 인민당은 급진당이 중앙집권화를 수용한 것에 만족하지 않았다. 스토얀 프로티치도 마찬가지였고, 그는 이 문제로 정부에서 물러났다.
1920년 9월 크로아티아에서 농민 반란이 일어났는데, 직접적인 원인은 농민의 가축에 낙인을 찍은 것이었다. 크로아티아인 공동체는 정부, 특히 스베토자르 프리비체비치 장관의 중앙집권화 정책을 비난하였다.

### 제헌 의회에서 독재로

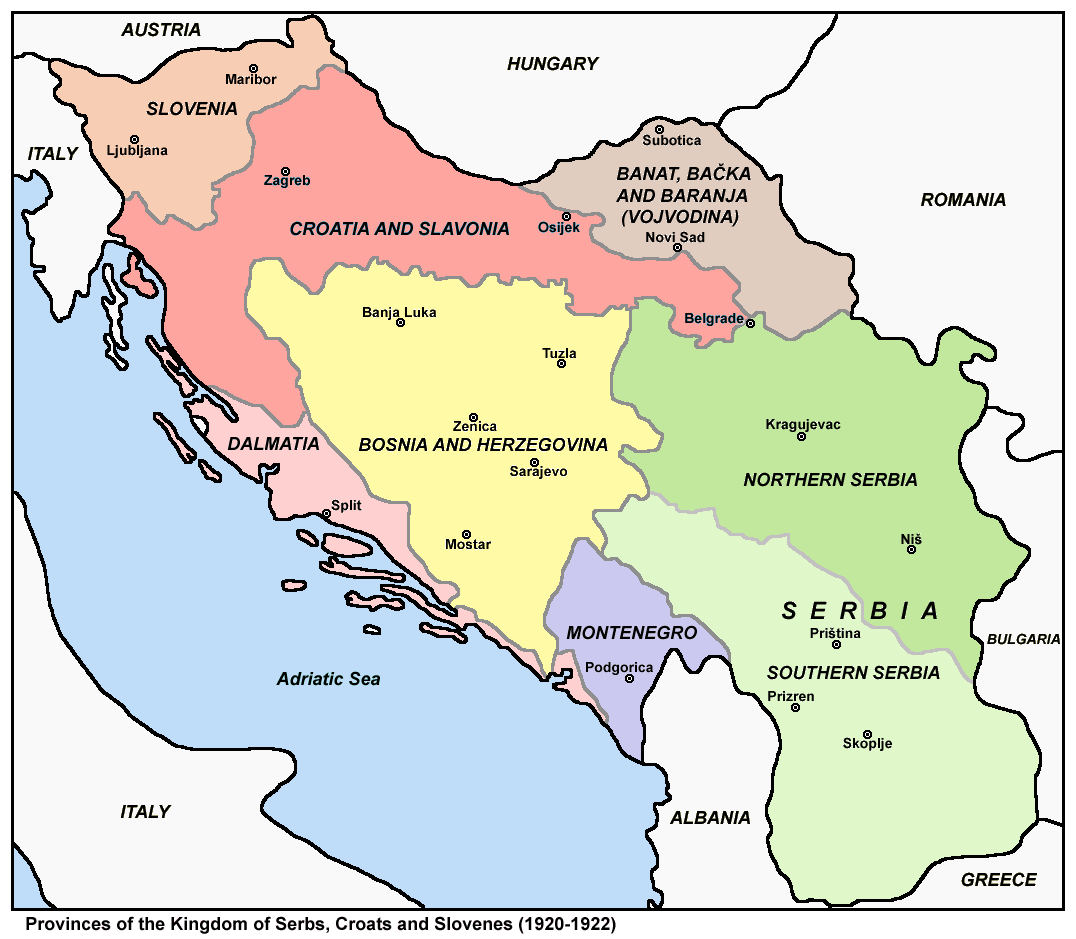
1920년과 1922년 동안 왕국의 지방

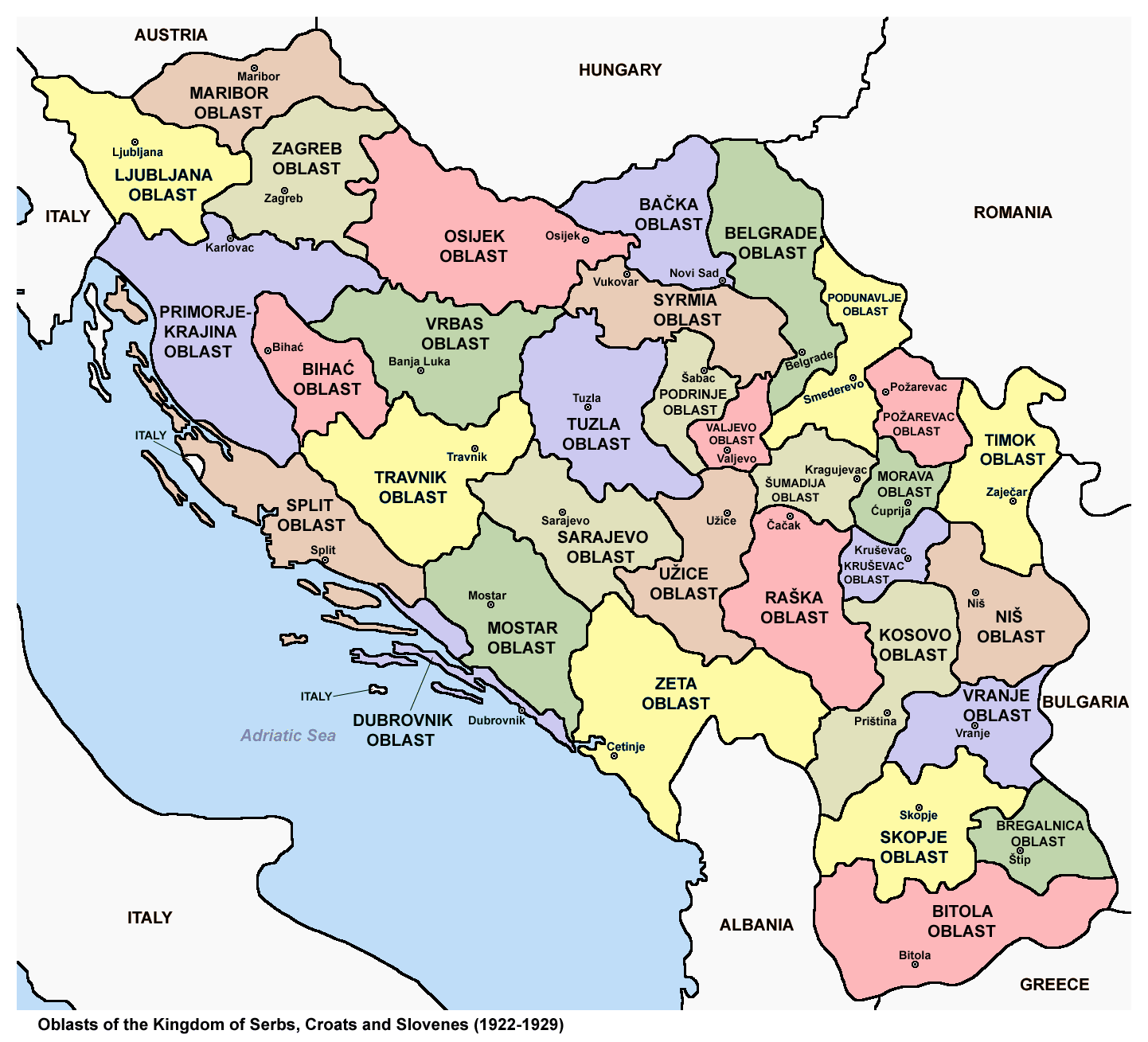
세르브인 크로아트인 슬로벤인 왕국의 주

임시 대표부가 성공적으로 통과시킨 몇 안 되는 법률 중 하나는 제헌 의회를 위한 선거법이었다. 새로운 국가를 건국하기에 앞서 열린 협상에서 투표는 비밀 투표와 보편적 참정권에 기반을 두기로 합의하였다. 새로운 국가가 수립되고 여성 참정권 운동이 시작되기 전까지는 보편적 권리에 여성도 포함된다는 생각이 그들에게는 떠오르지 않았다. 사회민주당과 슬로베니아 인민당은 여성 참정권을 지지했지만, 급진당은 이에 반대하였다. 민주당은 이 제안에 열려 있었지만, 이를 문제 삼을 만큼 적극적으로 나서지 않아 이 제안은 무산되었다. 비례대표제는 원칙적으로 허용되었지만, 선택된 제도(매우 작은 선거구를 가진 동트 방식)는 거대 정당과 지역적 지지가 강한 정당에 유리하였다.
선거는 1920년 11월 28일에 실시되었다. 개표가 완료되었을 때 민주당은 급진당보다 더 많은 의석을 확보하였지만 적은 차이였다. 임시 대표부에서 압도적인 우위를 점하고 있던 정당으로서는 패배나 다름없었다. 게다가 구 오스트리아-헝가리 지역에서는 다소 좋지 않은 성과를 거두었다. 이는 중앙집권화 정책이 유고슬라비아 국민 전체의 의지를 대변한다는 당의 믿음을 약화시켰다. 급진당은 그 지역에서 더 나은 성과를 거두지 못했지만, 세르비아인 정당으로서 공개적으로 선거 운동을 벌였기 때문에 이 문제는 그들에게 그다지 심각하게 다가오지 않았다. 가장 극적인 성과를 얻은 정당은 두 반체제 정당이었다. 크로아티아 공화농민당 지도부는 선거 캠페인이 시작된 후에야 감옥에서 풀려났다. 글리고리예비치에 따르면, 이는 적극적인 캠페인보다 그들에게 더 큰 도움이 되었다고 한다. 크로아티아인 공동체는 (크로아티아 공화농민당이 일으킨 불만을 소심하게 표현하려 시도했지만) 정부 참여로 인해 너무 많은 타격을 입었고 사실상 퇴출되었다. 다른 수혜 정당은 마케도니아 지역에서 특히 선전한 공산주의자였다. 나머지 의석은 민주당의 중앙집권적 정책에 회의적이던 소규모 정당들이 차지하였다.
이 결과는 니콜라 파시치는 매우 유리한 입장에 서게 되었고, 민주당은 중앙집권적인 유고슬라비아라는 개념을 관철하려면 급진당과 동맹을 맺을 수밖에 없었다. 파시치는 크로아티아계 야당과 협상 가능성을 열어두는 데 주의를 기울였다. 민주당과 급진당은 스스로 헌법을 통과시킬 만큼 강력하지 않았고, 유고슬라비아 무슬림 기구(JMO)와 동맹을 맺었다. 무슬림 기구는 국경 내 보스니아의 보존과 토지 개혁이 보스니아의 무슬림 지주들에게 어떤 영향을 미칠지에 대한 양보를 요구했고, 이를 받아냈다.
크로아티아 공화농민당은 유고슬라비아가 군주국이 될 것이라는 가정 하에 국왕에 대한 충성 맹세를 거부하였다. 그들은 군주국에 대한 결정은 오직 제헌 의회에서만 내릴 수 있다고 주장하였다. 결국 그들은 의석을 차지할 수 없었다. 대부분의 야당은 처음에는 의석을 차지했지만 시간이 지남에 따라 보이콧을 선언했고, 따라서 반대표는 거의 나오지 않았다. 그러나 헌법은 1918년 슬로벤인 크로아트인 세르브인국과 세르비아 왕국 간에 체결된 협정에 반대되는 결정을 내렸다. 이 협정은 의회에서 통과되려면 반대표가 몇 표나 나왔는지에 관계없이 전체 의원의 50%에 한 표가 더 필요하며, 총 투표자의 66%의 찬성이 필요하다고 명시되어 있었다. 마케도니아와 코소보 출신의 무슬림 단체인 제미예트는 마지막 순간에 양보를 한 덕분에 살아남을 수 있었다.

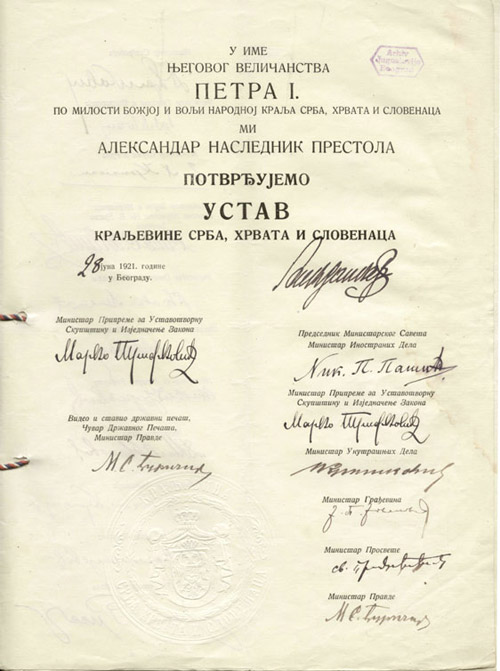
비도브단 헌법

1921년 6월 28일, 비도브단 헌법이 통과되어 단일군주제가 확립되었다. 제1차 세계 대전 이전의 전통적인 지방은 폐지되었고, 중앙에서 통치되는 새로운 행정 구역인 33개의 주(oblast)가 도입되었다. 이 기간 동안 페타르 1세는 사망했고(1921년 8월 16일), 섭정 왕자가 알렉산다르 1세로 왕위를 계승하였다.
민주당의 류보미르 다비도비치는 중앙집권화에 대한 당의 약속에 의구심을 갖기 시작했고 야당과의 협상을 시작하였다. 스베토자르 프리비체비치가 그의 행동에 반대하면서, 이로 인해 당이 분열될 위기에 처했다. 이는 또한 파시치에게 연정을 종식시킬 구실을 제공하였다. 처음에 국왕은 파시치에게 프리비체비치의 민주당에게 연정을 구성하라는 명령을 내렸다. 그러나 파시치는 프리비체비치가 동의할 가능성이 많지 않기 때문에, 프리비체비치에게 지나치게 적은 제안을 하였다. 순수 급진당 정부가 선거를 실시할 목적으로 구성되었다. 급진당은 민주당을 희생시켜 이득을 얻었지만, 다른 곳에서는 라디치의 농민당이 이득을 얻었다.
라디치 주변의 세르비아 정치인들은 이탈리아의 피에몬테나 독일 제국의 프로이센처럼 세르비아를 유고슬라비아 통일의 기수로 여겼다. 일종의 "대세르비아"였다. 그 후 몇 년 동안 세르비아인 중심의 정책에 대한 크로아티아인의 저항이 커졌다.
1920년대 초, 니콜라 파시치 총리의 유고슬라비아 정부는 유권자와 소수 민족에 대한 경찰의 압력, 야당의 팜플렛 압수 및 기타 방법을 사용하여 선거를 조작하였다. 이는 유고슬라비아 의회에서 다수당으로 선거에서 승리한 크로아티아 농민당(구 크로아티아 공화농민당)에 대해서는 효과가 없었지만, 급진당의 주요 세르비아 경쟁자였던 민주당에게는 피해를 입혔다.
크로아티아 농민당의 대표였던 스테판 라디치는 정치적 이유로 여러 차례 투옥되었다. 그는 1925년에 석방되어 의회로 복귀하였다.
1928년 봄, 라디치와 스베토자르 프리비체비치는 이탈리아와의 네투노 협약 비준에 반대하여 의회에서 격렬한 싸움을 벌였다. 이에 그들은 세르비아 내에서 민족주의 반대 세력을 결집했지만, 집권 다수당으로부터 살해 위협을 포함한 폭력적인 반발을 불러일으켰다. 1928년 6월 20일, 집권 다수당의 세르비아인 의원인 푸니샤 라치치는 라디치가 민간인으로부터 훔친 혐의로 라치치를 기소한 일에 대해 사과를 거부하자, 지도자 스테판 라디치를 포함한 크로아티아 농민당 당원 5명을 총으로 쏴 살해하였다. 라디치의 생명이 위태로운 가운데 두 명이 의회에서 사망하였다.
이후 야당은 의회에서 완전히 철수하며 여러 명의 의원이 사망한 의회로 돌아가지 않겠다고 선언하며 새로운 선거를 주장하였다. 8월 1일 자그레브에서 열린 회의에서 그들은 1920년 12월 1일 선언을 포기하였다. 그들은 통일 협상을 처음부터 다시 시작해야 한다고 요구하였다. 8월 8일, 스테판 라디치가 사망하였다.

### 1월 6일 독재

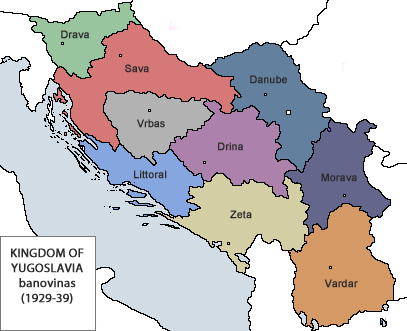
1929년, 유고슬라비아 왕국은 9개의 바노비나로 분할되었다. 1939년, 두 개가 합병되어 크로아티아 바노비나를 형성하면서 여덟 개가 되었다.

1939년, "크로아티아 문제"를 해결하기 위해 크로아티아 바노비나가 수립되었다. 사바 바노비나와 연안 바노비나를 합쳐 형성되었으며, 드리나, 제타, 다뉴브 바노비나에서 일부분을 양도받았다.

1929년 1월 6일, 알렉산다르 국왕은 총격 사건으로 촉발된 정치적 위기를 구실로 유고슬라비아 이데올로기와 단일 유고슬라비아 민족의 수립을 목표로 헌법을 폐지하고, 의회를 정회시키며 개인 독재("1월 6일 독재"로 알려짐, Šestosiječanjska diktatura, Šestojanuarska diktatura)를 도입하였다. 그는 국호를 "유고슬라비아 왕국"으로 바꾸고, 10월 3일 내부 행정 구역을 33개 주에서 9개의 새로운 바노비나(banovina)로 변경하였다. 이 결정은 체코슬로바키아를 모델로, 국가를 보다 잘 분권화하려는 영국 대사의 제안에 따라 내려졌다. 새로운 정권은 반대 의견을 진압하는 도구로써 국가보호법원을 설립하였다. 야당 정치인 블라드코 마체크와 스베토자르 프리비체비치는 법원의 기소로 체포되었다. 프리비체비치는 나중에 망명길에 올랐고, 마체크는 1930년대에 걸쳐 전체 야당 세력의 지도자가 되었다.
독재 정권이 선포된 직후, 크로아티아인 의원 안테 파벨리치는 나라를 떠나 망명길에 올랐다. 그 후 몇 년 동안 파벨리치는 국가에 대항하여 내부 마케도니아 혁명 기구(IMRO)과 연합하고, 혁명 기구인 우스타샤를 설립하기 위해 노력하였다.
1931년, 알렉산다르는 행정권을 국왕에게 부여하는 새로운 헌법을 선포하였다. 선거는 남성의 보편적인 참정권에 따라 실시되었다. 비밀 투표 조항은 폐지되었고, 알렉산다르의 헌법에 따라 실시되는 모든 선거에서 공무원들은 집권당에 투표하도록 압력을 가하였다. 또한 상원의 절반은 국왕이 직접 임명하였고, 법안은 왕의 승인을 받으면 양원 중 한 곳의 승인만으로 법으로 제정될 수 있었다.
같은 해, 크로아티아인 역사가이자 반유고슬라비아 지식인인 밀란 슈플라이가 자그레브에서 암살당했다. 이에 알베르트 아인슈타인과 하인리히 만은 파리에 있는 국제 인권 연맹에 탄원서를 보내 이 사건을 비난하고, 유고슬라비아 정부를 고발하였다. 이 탄원서에는 "크로아티아 국민을 상대로 끔찍한 잔혹 행위가 자행되고 있다"는 내용이 적혀 있었다. 이 탄원은 파리에 있는 인권 연맹(Ligue des droits de l'homme)에 전달되었다. 아인슈타인과 만은 편지에서 이러한 상황에 대해 알렉산다르 유고슬라비아 국왕에게 명시적으로 책임을 물었다.
새로운 정권에 대한 크로아티아인의 반발이 거세지자 1932년 후반 크로아티아 농민당은 세르비아의 패권과 독재를 종식시키려는 자그레브 선언을 발표하였다. 정부는 크로아티아 농민당의 새로운 지도자인 블라드코 마체크를 비롯한 많은 정치적 반대자들을 투옥하는 방식으로 대응하였다. 이러한 조치에도 불구하고 독재 정권에 대한 반대가 계속되었고, 크로아티아인들은 "크로아티아 문제"에 대한 해결책을 요구하였다.
1934년 10월 9일, 프랑스 마르세유에서 국왕은 불가리아인 벨리치코 케린(혁명가명인 블라도 체르노젬스키로도 알려짐)에 의해 암살당했다. 케린은 IMRO 활동가였으며, 유고슬라비아 망명자와 금지된 정당의 급진적 당원들과 공모하여 크로아티아의 극단적 민족주의 조직인 우스타샤와 협력하였다.

### 유고슬라비아 섭정
알렉산다르의 장남 페타르 2세는 미성년자였기 때문에 알렉산다르의 유언장에 명시된 3인으로 구성된 섭정 평의회가 새로운 국왕의 왕권과 의무를 이어받았다. 이 평의회는 국왕의 41세 사촌이자 한때 왕위에서 물러났던 파블레 왕자가 주도하였다.
1935년 파블레 왕자는 유명한 경제학자 밀란 스토야디노비치를 총리로 임명하기로 결정하였다. 대공황으로 인해 남은 경제 문제를 해결하기 위해 그는 무역 거래를 성사시키고 파시스트 이탈리아와 나치 독일에 접근하는 것을 목표로 삼았다. 유고슬라비아 급진연합(JRZ)은 슬로베니아인, 보스니아인, 세르비아인 대다수의 지지를 받았다. 유일하게 부족한 부분은 크로아티아인의 지원이었다. 이것이 밀란 스토야디노비치가 JRZ 정권을 "세 다리 의자"라고 부른 이유였다. 스토야디노비치는 회고록에 다음과 같이 적었다. "저는 우리 당을 세 다리 의자라고 불렀습니다. 필요할 때 앉을 수 있었지만 네 다리 의자가 훨씬 더 안정적이었습니다." 네 번째 다리는 크로아티아인으로, 이들은 주로 크로아티아 농민당(HSS)을 지지하였다. 파블레 왕자는 처음에 이를 좋아하지 않았지만, 경제를 바로잡는 한 계속하도록 내버려 두었다. 파블레는 특히 안슐루스와 뮌헨 협정으로 인해 유럽의 긴장이 고조되는 것을 우려하였다. 그 결과 파블레는 밀란 스토야디노비치를 축출하고 독일 애호가였던 드라기샤 츠베트코비치를 임명하였다.
1930년대 후반, 세르비아인과 크로아티아인이 민족별 연방 행정 구역을 수립하려고 하면서 내부 긴장이 계속 고조되었다. 세르비아인은 바르다르 바노비나(훗날 유고슬라비아 내에서 바르다르 마케도니아로 알려짐), 보이보디나, 몬테네그로가 세르비아 땅과 통합되기를 원했고, 크로아티아는 달마티아와 보이보디나 일부를 원했다. 양측 모두 현재 보스니아 헤르체고비나 지역인 보스니아 무슬림이 거주하는 영토를 주장하였다. 1938년 나치 독일의 팽창은 이러한 문제를 해결하려는 노력에 새로운 활력을 불어넣었고, 1939년 파블레 왕자는 크로아티아계 야당과의 합의에 도달하기 위해 드라기샤 츠베트코비치를 총리로 임명하였다. 이에 따라 1939년 8월 26일 블라드코 마체크가 유고슬라비아의 부총리가 되었고, 크로아티아 자치 바노비나가 자체 의회를 갖추고 설립되었다.
이러한 변화는 크로아티아의 새로운 바노비나에서 세르비아 소수 민족의 지위에 관심을 갖고 보스니아 헤르체고비나의 더 많은 부분을 원했던 세르비아인도, 보스니아 헤르체고비나 전체를 포함하는 대크로아티아의 완전한 독립에 미치지 못하는 합의에 분노했던 크로아티아 민족주의 성향의 우스타샤도 만족시키지 못했다.

### 몰락
추축국의 침공을 두려워한 유고슬라비아는 1941년 3월 25일 삼국 동맹 조약에 가입하면서 추축국과의 협력을 약속하였다. 베오그라드에서는 대규모 반추축국 시위가 이어졌다.
3월 27일, 영국의 지원을 받은 군사 쿠데타로 파블레 왕자의 정권이 전복되었다. 17세의 페타르 2세는 성인이 되었다는 선언을 받고 권력을 잡았다. 두샨 시모비치 장군이 그의 총리가 되었다. 유고슬라비아는 삼국 동맹 조약을 공식적으로 포기하지 않았지만, 추축국에 대한 지원을 사실상 철회하였다. 새로운 통치자들은 나치 독일에 반대했지만, 독일이 유고슬라비아를 공격할 경우 영국이 실질적으로 도울 수 있는 위치에 있지 않다고 우려하였다. 이러한 상황에도 불구하고 1941년 4월 6일, 추축국은 유고슬라비아 침공을 개시하여 빠르게 유고슬라비아를 정복하였다. 파블레 왕자를 포함한 왕가는 해외로 탈출하여 영국령 케냐에서 가택 연금 상태에 처했다.
유고슬라비아는 곧 추축국에 의해 여러 개체로 분할되었다. 독일, 이탈리아, 헝가리, 불가리아는 일부 국경 지역을 완전히 합병하였다. 대독일은 슬로베니아의 대부분을 포함하도록 확장되었다. 이탈리아는 달마티아주, 마케도니아와 코소보의 일부, 몬테네그로, 크로아티아의 남부 지역, 그리고 슬로베니아 서부의 3분의 1 이상을 이탈리아 제국에 편입하였다. 확장된 크로아티아는 추축국에 의해 크로아티아 독립국(Nezavisna Država Hrvatska, NDH)으로 인정받았다. 서류상으로 크로아티아 독립국은 왕국이었고, 아오스타의 4대 공작은 크로아티아의 토미슬라브 2세 국왕으로 즉위하였다. 그러나 실제로 국왕은 단지 명목상의 수장일 뿐이었고 실제 권력은 안테 파벨리치 포글라브니크가 쥐고 있었다. 나머지 영토는 군정 지사가 이끄는 독일의 군정청이 되었고, 밀란 네디치가 이끄는 세르비아인 민간 정부가 들어섰다. 네디치는 유고슬라비아의 후계국으로서 세르비아 영토를 독일로부터 인정받으려 했고, 페테르 2세를 세르비아의 군주로 주장하였다. 헝가리는 북부 여러 지역을 점령하였다.
1943년 7월 이탈리아의 파시스트 정권이 몰락하자 토미슬라브 2세는 크로아티아 왕위에서 물러났고, 파벨리치는 크로아티아 독립국를 직접 통제하였으며 이 과정에서 이탈리아 달마티아주를 합병하였다. 1943년 9월 추축국이 이탈리아를 침공한 이후, 몬테네그로, 코소보, 마케도니아, 슬로베니아의 이탈리아 주는 독일군에 점령되어 독일의 직접 통치하에 놓이게 되었다.

### 국왕의 망명
망명 생활을 하던 페테르 2세 국왕은 연합국에 의해 유고슬라비아 전체의 국왕으로 인정받았다. 1941년 5월 13일부터 대부분 세르비아인 게릴라 세력이던 체트니크("조국 유고슬라비아 육군", Jugoslovenska vojska u otadžbini, 또는 JVUO)는 추축국의 유고슬라비아 점령에 저항하고 페타르 2세를 지원하였다. 반독일적이면서도 반공산주의적이었던 이 저항운동은 왕당파 장군 드라자 미하일로비치가 지휘하였다. 오랫동안 체트니크는 영국, 미국, 그리고 페타르 2세 국왕의 유고슬라비아 왕립 망명정부의 지원을 받았다.
그러나 전쟁이 진행되면서 실질적인 권력은 요시프 브로즈 티토의 공산주의자 파르티잔에게 넘어갔다. 1943년 티토는 민주연방 유고슬라비아(Demokratska federativna Jugoslavija)의 수립을 선언하였다. 연합군은 점차 티토의 군대를 독일 점령에 대한 강력한 저항 세력으로 인식하였다. 그들은 왕당파 체트니크보다는 티토의 파르티잔에 대부분의 원조를 보내기 시작하였다. 1944년 6월 16일, 유고슬라비아의 사실상 정부와 명목상 정부를 통합하는 티토-슈바시치 협정이 체결되었다.
1945년 초, 독일군이 축출된 후 유고슬라비아 왕국은 공식적으로 복구되었지만 티토의 공산주의자 파르티잔이 실질적인 정치 권력을 쥐고 있었다. 11월 29일, 페타르 2세 국왕은 아직 망명 중이던 도중 유고슬라비아 공산주의 제헌 의회에 의해 폐위되었고, 군주제는 폐지되었다. 12월 2일, 공산주의 당국은 이 지역 전역을 유고슬라비아 연방인민공화국의 일부로 선포하였다. 새로운 유고슬라비아는 왕국과 거의 같은 영토를 차지했으며, 이제 단일군주제가 아니라 공산당이 통치하는 연방공화국이 되었다.

## 대외 정책

### 친연합국 정부
왕국은 제1차 세계 대전 당시의 연합국과 긴밀한 관계를 유지하였다. 특히 1920년부터 1934년까지 영국과 프랑스를 지지하는 유고슬라비아의 전통적인 지지자들이 그러하였다.

#### 소협상
1920년부터 유고슬라비아 왕국은 프랑스의 지원을 받아 체코슬로바키아, 루마니아와 소협상을 맺었다. 이 동맹의 주요 목적은 헝가리가 제1차 세계 대전 이후 상실한 영토를 되찾는 것을 방지하는 것이었다. 이 동맹은 1937년 체코슬로바키아에 대한 군사적 침략에 대비한 독일이 유고슬라비아와 루마니아에 위협을 가했을 때, 체코슬로바키아를 지원하지 않기로 결정하면서 그 의미를 잃었다.

#### 발칸 동맹
1934년, 유고슬라비아 왕국은 발칸반도의 균형을 유지하기 위해 그리스, 루마니아, 튀르키예와 함께 발칸 블록을 결성하였다. 이 동맹은 1934년 2월 9일 "발칸 협상"이 되면서 공식화되고 확립되었다. 1934년, 마르세유에서 블라도 체르노젬스키에 의해 알렉산다르 1세가 암살당하고 유고슬라비아의 대외 정책이 바뀌면서 이 동맹은 무너졌다.

#### 이탈리와의 긴장
이탈리아 왕국은 유고슬라비아 왕국에 대한 영토적 야망을 가지고 있었다. 제1차 세계 대전 중 이탈리아와 유고슬라비아의 정치인들이 이탈리아의 일부로 요구한 달마티아 지역을 놓고 분쟁을 벌여, 이탈리아와 유고슬라비아 왕국의 전신인 세르비아 왕국과 슬로벤인 크로아트인 세르브인국 간의 관계는 악화되고 적대적이 되었다. 이러한 적대적인 관계는 1918년 11월 1일 이탈리아군이 슬로벤인 크로아트인 세르브인국이 최근에 노획했던 오스트리아-헝가리의 전함 SMS 비리부스 유니티스를 침몰시켰을 때 드러났다.
이탈리아의 파시스트 독재자 베니토 무솔리니는 안테 파벨리치의 극단적인 크로아티아 민족주의 우스타샤 운동을 받아들였다. 그는 이탈리아에 거주하며 이탈리아 내 훈련장을 활용하여 유고슬라비아와의 전쟁을 준비하였다. 헝가리 역시 이러한 우스타샤 훈련 캠프를 허용하였다. 무솔리니는 파벨리치가 로마에 거주하도록 허용하였다.

##### 우정 협정
1927년, 이탈리아의 팽창주의가 증가하자 유고슬라비아 왕립 정부는 영국과 프랑스와 우호 및 협력 협정을 체결하였다.

### 1935년~1941년

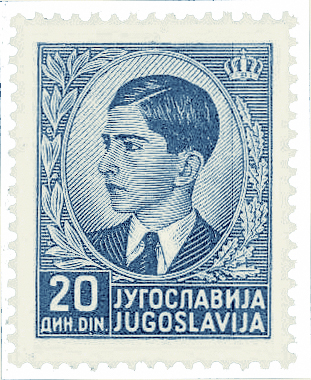
페타르 2세 국왕이 등장하는 1939년 유고슬라비아 우표

공식적으로 알렉산다르 국왕의 마지막 유언은 "유고슬라비아를 구하고 프랑스와의 우정을 지켜라"였다. 그의 후계자들은 첫 번째 목표를 달성해야 할 필요성을 잘 알고 있었지만, 두 번째 목표인 프랑스와 긴밀한 관계를 유지하는 것은 점점 어려워졌다. 여기에는 몇 가지 이유가 있었다. 1930년대 중반에 이르러 내부적으로 분열된 프랑스는 동유럽에서 중요한 역할을 수행하거나 동맹국을 지원하는 것이 점점 어려워졌으며, 이들 동맹국 중 상당수는 당시 경제 위기로 인해 심각한 어려움에 처해 있었다. 반면, 독일은 더 적극적으로 동남유럽 국가와 물물교환 협정을 체결하려 하였다. 이 과정에서 이들 국가들은 프랑스를 긴밀히 따르는 것이 자국 이익에 반한다고 느꼈다. 이탈리아와 독일과의 관계를 개선하려는 또 다른 동기는 이탈리아가 우스타샤 운동을 지원했다는 것이다. 마체크가 이탈리아는 크로아티아를 유고슬라비아에서 분리하는 것을 지지할 것이라고 암시하자, 초대 섭정 왕자 파블레는 이탈리아와의 긴밀한 관계가 불가피하다고 판단하였다. 크로아티아 농민당(HSS)에 대한 이탈리아의 잠재적인 지원을 차단하기 위한 노력의 일환으로, 1937년 양국 간에 우호 조약이 체결되었다. 무솔리니가 일부 우스타샤 지도자를 투옥하고 일시적으로 재정 지원을 중단한 이후, 우스타샤의 위협은 다소 줄어들었다. 1938년, 독일이 오스트리아를 병합하면서 유고슬라비아의 이웃이 되었다. 그해 말 주데텐란트 위기 당시 프랑스와 영국의 미약한 대응을 보고 베오그라드는 유럽에서의 전쟁이 불가피하다고 생각했고, 프랑스와 영국을 지원하는 것은 현명하지 못한 일이라고 확신하였다. 대신 파블레가 영국에 대해 개인적으로 동정심을 가지고 있으며 세르비아 정부가 프랑스를 선호했음에도 불구하고, 유고슬라비아는 소극적인 태도를 취했다. 그 사이 독일과 이탈리아는 유고슬라비아의 국내 문제를 이용하려고 했고, 마체크 역시 마찬가지였다. 결국 1939년 8월, 섭정 왕자는 크로아티아 바노비나의 형성에 동의하였다. 이것은 독일과 이탈리아의 압박을 끝내지 못했고, 유고슬라비아의 전략적 입지는 날이 갈수록 악화되었다. 유고슬라비아는 점차 독일 시장에 의존하게 되었고, 수출의 약 90%가 독일로 향했으며, 1939년 4월 이탈리아는 알바니아를 침공하여 합병하였다. 1940년 10월, 프랑스는 이미 전쟁에서 제외되었고, 추축국이 그리스를 공격하자, 베오그라드가 소련을 인정하지 않았다는 점을 고려할 때 영국은 유고슬라비아의 유일한 잠재적 동맹국이 되었다. 런던은 유고슬라비아를 전쟁에 참여시키기를 원했지만, 이를 거부하였다.
1940년 말부터 히틀러는 베오그라드가 편을 분명히 선택하기를 원했다. 압박은 점점 심해졌고, 1941년 3월 25일 삼국 동맹 조약이 체결되면서 절정에 달했다. 이틀 후, 파블레 왕자는 쿠데타로 축출되었고 그의 조카 페타르 2세가 성인으로 선언되었지만, 시모비치 장군이 이끄는 새 정부는 독일에 조약을 준수할 것이라고 보장하였다. 그럼에도 불구하고 히틀러는 유고슬라비아 침공을 명령하였다. 1941년 4월 6일 베오그라드는 폭격을 당했다. 4월 10일 크로아티아 독립국이 선포되었으며, 4월 17일 약했던 유고슬라비아 육군은 항복하였다.

### 1941년~1945년
침공 이후, 유고슬라비아 왕립 정부는 망명하였고, 현지 유고슬라비아 군대는 추축국의 점령에 저항하여 봉기하였다. 처음에 왕실은 드라자 미하일로비치와 세르비아계가 지배하는 체트니크 저항군을 선호하였다. 그러나 1944년 티토-슈바시치 협정에 따라 민주연방 유고슬라비아는 임시정부로 인정되었으며, 왕실의 지위는 추후 결정하기로 예정되었다. 세르비아인 스르잔 부디사블레비치, 크로아티아인 안테 만디치, 슬로베니아인 두샨 세르네츠 등 세 명의 섭정관은 1945년 3월 3일 베오그라드에서 선서하였다. 그들은 3월 7일 티토를 총리 겸 전쟁 장관으로, 슈바시치를 외무 장관으로 하는 새 정부를 임명하였다.
1945년 11월 29일, 망명 중이던 페타르 2세 국왕은 제헌 의회에 의해 폐위되었다. 유고슬라비아 연방인민공화국은 국제적으로 유고슬라비아로 인정받았고, 페타르 2세는 왕위 요구자가 되었다.

## 인구

### 민족

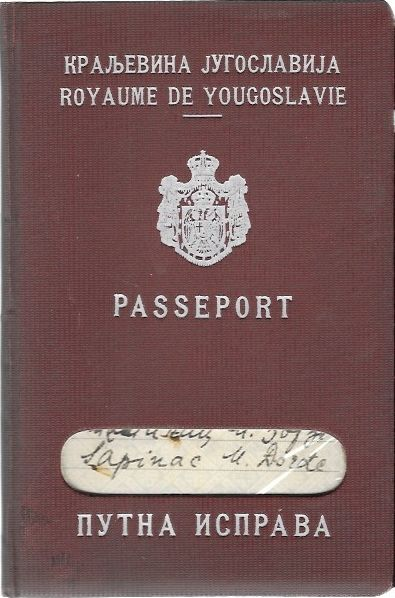
유고슬라비아 왕국 여권

소규모 중산층은 주요 인구 중심지에 거주하였고, 그 밖의 사람들은 거의 모두 생계형 농업에 종사하는 농민이었다. 가장 큰 민족 집단은 세르비아인이었고 그 다음으로는 크로아티아인과 슬로베니아인이 왕국의 구성 민족이었지만, 몬테네그로인, 보스니아 무슬림, 마케도니아인은 독립적인 민족 집단으로 인정받지 못했다. 그 밖의 역사적 소수 민족으로는 독일인, 이탈리아인, 헝가리인, 슬로바키아인, 유대인, 루신인 등이 있었다. 종교도 같은 패턴을 따랐는데, 인구의 절반이 동방 정교회를 믿었고, 약 40%가 로마 가톨릭교를 믿었고, 나머지 대부분은 수니파 이슬람교를 믿었다. "세르보크로아토슬로벤어"(당시 세르비아의 남부 방언으로 알려진 마케도니아어 포함) 외에 사용자 수를 기준으로 가장 널리 사용되었던 언어는 알바니아어, 이탈리아어, 헝가리어, 독일어, 슬로바키아어, 그리고 루신어였다.
다민족, 다종교, 다언어 사회에서 민족적 긴장과 지역적 이해관계는 정치와 일상생활 모두에서 공통적으로 드러났다. 특히 이 나라의 모든 정치 권력을 독점한 가장 크고 영향력 있는 두 집단인 세르비아인과 크로아티아인 사이에서 더욱 그러하였다. 다른 분쟁은 세르비아인과 마케도니아인 사이에 있었는데, 유고슬라비아 정부가 마케도니아인이 "고대 세르비아"(세르보크로아트어: Stara Srbija) 출신의 세르비아계라고 공식 입장을 밝혔기 때문이다. 20세기 초 국제 사회는 마케도니아인을 언어적, 문화적 유사성을 바탕으로 주로 불가리아인의 지역적 변종으로 보았다. 그러나 1919년 파리 강화 회의 동안 연합국은 세르비아가 바르다르 마케도니아를 지배하는 것을 승인하였고, 마케도니아계 슬라브족은 실제로 남부 세르비아인이라는 견해를 받아들였다. 불가리아 정치인들은 나중에 이 결정을 제1차 세계 대전 당시 불가리아가 동맹국이었던 것에 대한 처벌이자 세르비아 실지회복주의에 대한 공인이라고 해석하였다.
무슬림 소수자의 권리는 법에 명시되지 않았지만, 종교 상대주의를 수용하기 위해 양보가 이루어졌다. 국가의 일부 지역이 이슬람 율법의 통치 하의 영토로 존재할 수 있도록 허용되었다.
블라흐인 외에도 유고슬라비아 정부는 비슬라브계 소수 민족에게 언어, 문화, 정치적 자율성에 대한 존중 측면에서 아무런 특별 대우도 하지 않았다.
1929년까지 세르비아인, 크로아티아인, 슬로베니아인은 헌법 상의 민족이었으며, 이후 단일 "유고슬라비아" 민족으로 통합되었다. 유고슬라비아의 언어가 제도화되고 의무화되면서, 소수 민족은 점차 유고슬라비아의 범민족적 정체성에 동화될 것으로 기대되었다.

### 알바니아인에 대한 박해
제1차 세계 대전 말부터 제2차 세계 대전 초까지 유고슬라비아의 알바니아계 주민들은 박해를 받았다. 알바니아인들은 강제추방, 대량학살, 처형, 투옥 등의 차별에 직면하였다. 유고슬라비아 당국은 코소보를 식민지화하여 민족적 특성을 바꾸려고 시도하였다. 코소보와 몬테네그로에서는 여러 건의 학살이 발생했으며, 그 중 일부는 1919년 5월 셔먼 마일즈에 의해 미국 국무부에 보고되었다. 전간기 동안 9만 명에서 30만 명 사이의 알바니아인들이 유고슬라비아에서 추방되었다.

## 지도자 목록

### 국왕
- 페타르 1세 (1918년 12월 1일~1921년 8월 16일; 알렉산다르 섭정 왕자가 국왕의 이름으로 통치)
- 알렉산다르 1세 (1921년 8월 16일~1934년 10월 9일)
- 페타르 2세 (1934년 10월 9일~1945년 11월 29일; 1941년 4월 13/14일부터 망명)
  - 파블레 왕자가 이끄는 섭정 (1934년 10월 9일~1941년 3월 27일)

### 총리 (1918년~1941년)
- 스토얀 프로티치 (1918년~1919년)
- 류보미르 다비도비치 (1919년~1920년)
- 스토얀 프로티치 (1920년)
- 밀렌코 베스니치 (1920년~1921년)
- 니콜라 파시치 (1921년~1924년)
- 류보미르 다비도비치 (1924년)
- 니콜라 파시치 (1924년~1926년)
- 니콜라 우주노비치 (1926년~1927년)
- 벨리미르 부키체비치 (1927년~1928년)
- 안톤 코로셰츠 (1928년~1929년)
- 페타르 지브코비치 (1929년~1932년)
- 보이슬라브 마린코비치 (1932년)
- 밀란 스르슈키치 (1932년~1934년)
- 니콜라 우주노비치 (1934년)
- 보골류브 예브티치 (1934년~1935년)
- 밀란 스토야디노비치 (1935년~1939년)
- 드라기샤 츠베트코비치 (1939년~1941년)
- 두샨 시모비치 (1941년)

### 망명 총리 (1941년~1945년)
- 두샨 시모비치 (1941년~1942년)
- 슬로보단 요바노비치 (1942년~1943년)
- 밀로스 트리푸노비치 (1943년)
- 보지다르 푸리치 (1943년~1944년)
- 이반 슈바시치 (1944년~1945년)
- 요시프 브로즈 티토 (1945년)

## 행정 구역
유고슬라비아 왕국의 행정 구역은 세 가지 형태로 연속적으로 존재하였다. 1918년부터 1922년까지 왕국은 제1차 세계 대전 발발 전 유고슬라비아의 이전 국가들의 행정 구역을 유지하였다. 1922년, 국가는 33개의 주(oblast)로 나뉘었다. 1929년, 1월 6일 독재 이후 왕령에 따라 9개 지역(banovina)으로 구성된 새로운 제도가 시행되었다. 1939년, 츠베트코비치-마체크 협정에 따라 유고슬라비아 크로아티아인들에 대한 배려로, 두 개의 바노비나 (및 다른 바노비나의 일부)로 단일 크로아티아 바노비나가 형성되었다.

## 스포츠
왕국에서 가장 인기 있는 스포츠는 축구였다. 유고슬라비아 축구 협회는 1919년 자그레브에서 설립되었다. 이 협회는 1월 6일 독재 이전까지 자그레브에 본부를 두고 있었지만, 그 후 베오그라드로 이전되었다. 1923년부터는 매년 전국 선수권 대회가 열렸다. 국가대표팀은 1920년 하계 올림픽에서 첫 번째 경기를 치렀다. 또한 첫 번째 FIFA 월드컵에 참가하여 4위를 차지하였다.
다른 인기 스포츠로는 수구가 있었는데, 크로아티아계 팀인 VK 주그가 전국적으로 우위를 점했다.
왕국은 1920년부터 1936년까지 올림픽에 참가하였다. 이 기간 동안, 왕국은 체조에서 모두 8개의 메달을 획득했으며, 이 중 6개는 당시 가장 많은 후보에 오른 슬로베니아 출신의 레온 슈투켈이 획득하였다.

## 같이 보기
- 유고슬라비아 왕국의 재무부 장관 목록
- 1923년 세르브인 크로아트인 슬로벤인 왕국 의회 선거
- 프레크무레 공화국
- 슬로베니아 행진 (헝가리 왕국)

## 참고 문헌
- Banac, Ivo (1992). 《The National Question in Yugoslavia. Origins, History, Politics》 2 printing판. Ithaca, New York: Cornell University Press. ISBN 978-0-8014-9493-2.
- Lampe, John R. (2000). 《Yugoslavia as History: Twice There Was a Country》. Cambridge University Press. ISBN 978-0-5217-7401-7. 2020년 10월 1일에 원본 문서에서 보존된 문서. 2015년 10월 25일에 확인함.
- Troch, Pieter (2017). “The Journal of Nationalism and Ethnicity”. 《Fascism》 38 (2): 227–244. doi:10.1080/00905990903517819. hdl:1854/LU-839236. S2CID 153840603. 2020년 8월 3일에 원본 문서에서 보존된 문서. 2020년 5월 25일에 확인함.
- Grgić, Stipica (2018). “Pantheon on a tablecloth: Yugoslav dictatorship and the confrontation of national symbols in Croatia (1929–1935)”. 《The Journal of Nationalism and Ethnicity》 46 (3): 458–470. doi:10.1080/00905992.2017.1357029. S2CID 158362422.
- Nielsen, Christian Axboe (2009). “Policing Yugoslavism: Surveillance, Denunciations, and Ideology during King Aleksandar's Dictatorship, 1929–1934”. 《East European Politics and Societies》 23 (1): 34–62. doi:10.1177/0888325408326789. S2CID 145765948.
- Pavlović, Marko (2012).  Časlav Ocić, 편집. “Jugoslovenska kraljevina prva evropska regionalna država” (PDF). 《Zbornik Matice srpske za društvene nauke》 (Novi Sad: Matica srpska) 141: 503–521. ISSN 0352-5732. 2020년 10월 15일에 원본 문서 (PDF)에서 보존된 문서. 2020년 4월 27일에 확인함.

## 추가 읽기
- Bataković, Dušan T., 편집. (2005). 《Histoire du peuple serbe》 [History of the Serbian People] (프랑스어). Lausanne: L’Age d’Homme. ISBN 978-2-8251-1958-7.
- Hadži-Jovančić, Perica (2020). “Losing the Periphery: The British Foreign Office and Policy Towards Yugoslavia, 1935–1938”. 《Diplomacy & Statecraft》 31 (1): 65–90. doi:10.1080/09592296.2020.1721060.
- Pavlowitch, Stevan K. (1985). 《Unconventional Perceptions of Yugoslavia 1940–1945》. New York: Columbia University Press. ISBN 978-0-8803-3081-7.
- Pavlowitch, Stevan K. (1988). 《The Improbable Survivor: Yugoslavia and its Problems 1918–1988》. Columbus: Ohio State University Press. ISBN 978-0-8142-9486-4.
- Pavlowitch, Stevan K. (2008). 《Hitler's New Disorder: The Second World War in Yugoslavia》. New York: Columbia University Press. ISBN 978-0-2317-0050-4.
- Petranović, Branko (2002). 《The Yugoslav Experience of Serbian National Integration》. Boulder: East European Monographs. ISBN 978-0-8803-3484-6.
- Petranović, Branko (1980). 《Istorija Jugoslavije 1918–1978》. Beograd: Nolit.
- Petranović, Branko (1988). 《Istorija Jugoslavije 1918–1988》 1. Beograd: Nolit.
- Radojević, Mira (2012). “On the problem of democracy and parliamentarianism in Yugoslavia between the two world wars”. 《Историјски записи》 85 (3–4): 99–110.
- Radivojević, Todor (1935). 《Kraljevina Jugoslavija s ilustrovanom geografskom čitankom: za četvrti razred srednjih škola》. T. Jovanović i Vujić. 2016년 5월 3일에 원본 문서에서 보존된 문서. 2015년 10월 25일에 확인함.
- Ramet, Sabrina P. (2006). 《The Three Yugoslavias: State-building and Legitimation, 1918–2005》. Indiana University Press. ISBN 0-2533-4656-8.
- Trifunovska, Snežana (1994). 《Yugoslavia Through Documents: From Its Creation to Its Dissolution》. Martinus Nijhoff Publishers. ISBN 0-7923-2670-9.
- Vujević, Pavle (1930). 《Kraljevina Jugoslavija: geografski i etnografski pregled》. Štamparija "Davidović" Pavlovića i druga. 2016년 6월 17일에 원본 문서에서 보존된 문서. 2015년 10월 25일에 확인함.